# Армения на летних Олимпийских играх 2000
|         | Золото | Серебро | Бронза | Всего |
| ------- | ------ | ------- | ------ | ----- |
| Армения | 0      | 0       | 1      | 1     |

Армения принимала участие в Летних Олимпийских играх 2000 года в Сиднее (Австралия) во второй раз за свою историю, и завоевала одну бронзовую медаль.

## 03!Бронза
- Тяжёлая атлетика, мужчины — Арсен Меликян.

## Состав олимпийской сборной Армении

### Дзюдо
Спортсменов — 1
Соревнования по дзюдо проводились по системе на выбывание. В утешительные раунды попадали спортсмены, проигравшие полуфиналистам турнира. Два спортсмена, одержавших победу в утешительном раунде, в поединке за бронзу сражались с проигравшими в полуфинале.
Мужчины
| Спортсмен       | Категория | 1/32               | 1/16                                 | 1/8                | Четвертьфиналы     | Полуфиналы         | Первый доп. раунд  | Утешительный четвертьфинал | Утешительный полуфинал | За 3 место Финал   | Место |
| Спортсмен       | Категория | Соперник Результат | Соперник Результат                   | Соперник Результат | Соперник Результат | Соперник Результат | Соперник Результат | Соперник Результат         | Соперник Результат     | Соперник Результат | Место |
| --------------- | --------- | ------------------ | ------------------------------------ | ------------------ | ------------------ | ------------------ | ------------------ | -------------------------- | ---------------------- | ------------------ | ----- |
| Вардан Восканян | до 60 кг  |                    | Марек Матусек (SVK) пор. 0010 — 1001 | Не прошёл          | Не прошёл          | Не прошёл          | Не прошёл          | Не прошёл                  | Не прошёл              | Не прошёл          | 21    |

### Лёгкая атлетика

#### Мужчины
| Спортсмен        | Дисциплина     | Квалификация | Квалификация | Финал           | Финал           |
| Спортсмен        | Дисциплина     | Дистанция    | Место        | Дистанция       | Место           |
| ---------------- | -------------- | ------------ | ------------ | --------------- | --------------- |
| Ширак Погосян    | прыжки в длину | 7.24         | 44           | Did not advance | Did not advance |
| Армен Мартиросян | тройной прыжок | 14.95        | 35           | Did not advance | Did not advance |

#### Женщины
| Спортсмен    | Дисциплина | Дорожка   | Дорожка | Полуфинал       | Полуфинал       | финал           | финал           |
| Спортсмен    | Дисциплина | результат | место   | результат       | место           | результат       | место           |
| ------------ | ---------- | --------- | ------- | --------------- | --------------- | --------------- | --------------- |
| Анна Насилян | 800 м      | 2:14.86   | 7       | Did not advance | Did not advance | Did not advance | Did not advance |

### Прыжки в воду
Спортсменов — 1
Мужчины
| Спортсмен         | Соревнование | Квалификация | Квалификация | Полуфинал | Полуфинал | Финал     | Финал     |
| Спортсмен         | Соревнование | Очков        | Место        | Очков     | Место     | Очков     | Место     |
| ----------------- | ------------ | ------------ | ------------ | --------- | --------- | --------- | --------- |
| Ованес Автандилян | вышка        | 284,91       | 38           | Не прошёл | Не прошёл | Не прошёл | Не прошёл |